# خوان کریسوستومو آریاگا
خوان کریسوستومو خاکوبو آنتونیو دِ آریاگا ئی بالسولا (به اسپانیایی: Juan Crisóstomo Jacobo Antonio de Arriaga y Balzola) معروف به خوان کریسوستومو آریاگا (به اسپانیایی: Juan Crisóstomo Arriaga) (زادهٔ ۲۷ ژانویهٔ ۱۸۰۶ – درگذشتهٔ ۱۷ ژانویهٔ ۱۸۲۶) آهنگساز اسپانیایی باسک بود.
او در بیلبائو در شمال اسپانیا چشم به جهان گشود و در آغاز جوانی، ده روز پیش از بیست‌سالگی‌اش، در پاریس درگذشت. پس از مرگش به او لقبِ «موتسارتِ اسپانیایی» دادند؛ زیرا او و موتسارت چند خصوصیتِ مشترک داشتند: نخست این‌که خوان هم، مانند موتسارت، نبوغش در کودکی شکوفا شد و در جوانی درگذشت؛ دوم این‌که نام‌های اول و دوم تعمیدِ هردو آهنگساز مشابه بود؛ و سوم این‌که هردو در ۲۷ ژانویه به دنیا آمدند — البته خوان دقیقاً ۵۰ سال بعد از موتسارت متولد شد.
پدرش، خوان سیمون دِ آریاگا (Juan Simón de Arriaga)، و پسرِ بزرگترش به خوان کریسوستومو درسِ موسیقی دادند. خوان سیمون استعداد موسیقی داشت و در هفده‌سالگی در شهرِ بریاتوا (Berriatúa) ارگ می‌نواخته‌است. او در گِرنیکا کار می‌کرد و در سال ۱۸۰۴ به بیلبائو رفت و به تجارتِ پشم، برنج، موم، قهوه، و دیگر کالاها پرداخت. او تلاش می‌کرد استعدادِ موسیقاییِ شگفت‌انگیزِ کودکش، خوان کریسوستومو، را به گونه‌ای به مردم نشان دهد.
در سال ۱۸۲۱ پدرش او را به پاریس فرستاد تا در آنجا زیر نظر آهنگسازان و همچنین در کنسرواتوارِ موسیقی پاریس آموزش ببیند.
خوان کریسوستومو آریاگا یک اپرا، یک سمفونی، سه کوارتت زهی، و چند اثرِ دیگر تصنیف کرد.
یک سالن تئاتر عمومی در زادگاهش، بیلبائو، به افتخار او نامگذاری شده‌است.